# Michel Sprunger
Michel Sprunger (geboren am 30. April 1985) ist ein schweizerisch-italienischer Fussballspieler. Sprungers spielte während seiner Karriere als Fussballprofi bei Concordia Basel und beim FC Winterthur.

## Privates
Michel Sprunger wuchs als Sohn des Springreiters Hansueli Sprunger, der früher ebenfalls in der 2. Liga Fussball spielte und der Reitlehrerin Dominique Sprunger-Torsi auf. Sein Onkel Christian Sprunger spielte bei den BSC Young Boys in der Nationalliga A. Seine Schwester ist die Springreiterin Janika Sprunger.

## Karriere
Michel Sprunger durchlief die Junioren bei den Vereinen FC Bubendorf, Concordia Basel und zuletzt ab 2001 beim FC Basel. In der Schweizer U20-Nationalmannschaft absolvierte er 14 Einsätze.
Von der U21-Mannschaft des FC Basels wechselte er im Sommer 2005 in die 1. Mannschaft von Concordia Basel, wo er bis 2008 spielte. Danach wechselte er in die Eulachstadt zum FC Winterthur. Während seiner Zeit fünf Jahren in Winterthur wurde er immer wieder durch Verletzungen zurückgeworfen und kam in fünf Jahren auf lediglich zwölf Einsätze über 90 Minuten. Im Sommer 2013 beendete er seine Profikarriere und wechselte zurück in den Kanton Basel-Land und spielte eine Saison für den SC Dornach.